# Brachyherca saphobasis
Brachyherca saphobasis là một loài bướm đêm trong họ Noctuidae.